# Horse of Copinsay

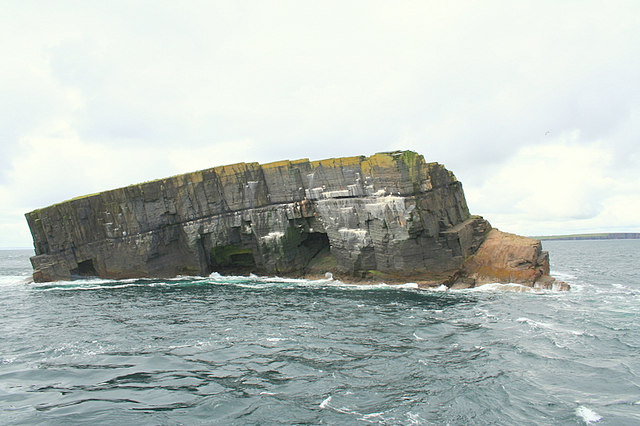
Horse of Copinsay vista da nord ovest

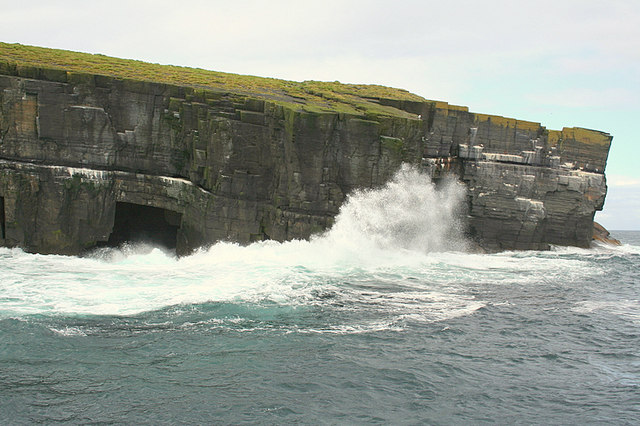
Visuale delle scogliere nel mezzo della mareggiata

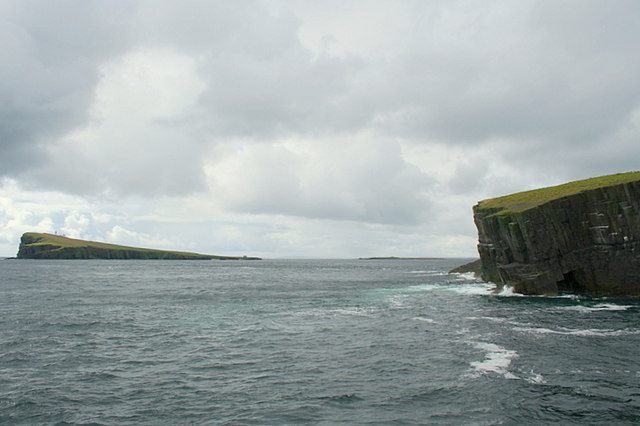
Vista verso sud dall'estremo orientale di Horse of Copinsay. Si può vedere il falo Copinsay sulle alture dell'isola sullo sfondo.

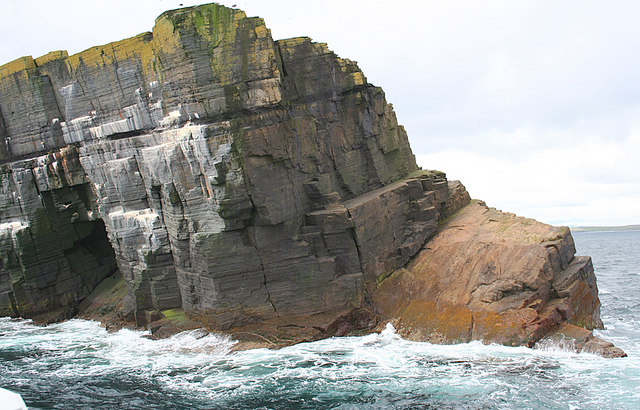
Alcuni dei "residenti" di Horse e le loro tracce

Horse of Copinsay, anche conosciuto come the Horse, è un faraglione rettangolare a nord-est di Copinsay, nelle isole Orcadi in Scozia.

## Nome
I norreni avevano la tradizione dello zoomorfismo sulle piccole isole, ad esempio le isole più piccole situate vicino a isole maggiori sono spesso chiamate "Calf" (Vitello), come Calf of Flotta, Calf of Man o addirittura Calf of Cava (quest'ultimo corrisponde ad una tautologia). Alcune isole sono addirittura identificate come "Hens" (Galline), come Hen of Gairsay. Tuttavia, gli "Horses" (Cavalli) sono pressoché rari e, incidentalmente, l'antico nome di Mainland significata "isola del cavallo".

## Geografia e geologia
Come gran parte delle Orcadi, lo strato roccioso del sottosuolo è costituito da Old Red Sandstone di tipo Rousay risalente al periodo Devoniano, ma gran parte è stata eroso e inclinato.
L'isoletta è separata da Copinsay dal Horse Sound, e a sud-ovest si trova Corn Holm. L'isola Mainland delle Orcadi si trova ad ovest, mentre Auskerry e Stronsay si trovano molto più a nord. The Horse è la più orientale delle isole Orcadi meridionali.
The Blaster Hole è un geyser marittimo del tipo conosciuto nelle Isole del Nord come gloup. Quando le mareggiate si avvicinano da est, questo geyser può produrre getti d'acqua di circa 60 metri di altezza, solamente con la potenza delle onde.

## Utilizzo
La piccola isoletta fu utilizzata per il pascolo, e sembra che non sia mai stata abitata (anche se alcune piccole isole erano spesso utilizzate da anacoreti culdee). Di solito venivano pascolati maiali e pecore, ma non cavalli, come il nome potrebbe suggerire.